# Enrico Astolfo Scuri
Enrico Astolfo Scuri (Corpi Santi di Pavia, 9 maggio 1868 – Pavia, 26 settembre 1935) è stato un sollevatore e lottatore italiano.
È sepolto coi genitori nel cimitero San Lanfranco.

## Palmarès

### Campionati italiani
- 1897 – Categoria unica: 1°
- 1898 – Categoria unica: 1°
- 1899 – Categoria unica: 1°
- 1900 – Categoria unica: 2°
- 1901 – Categoria unica: 1°
- 1902 – Categoria unica: 1°

### Campionati mondiali
- 1899 – Categoria unica: 3°